# Божидар Марјановић
Божидар (Јована) Марјановић (Кочане, 21. јануар 1883 — Ниш, 1963) био је српски поручник. Двоструки је носилац Карађорђеве звезде са мачевима.

## Биографија
Рођен је 21. јануара 1883. године у селу Кочане, срез добрички. Већ у рату са Турцима 1912. године одликован је Сребрном медаљом за храброст и унапређен је у чин поднаредника. За време Колубарске битке у његовој чети су изгинули или били рањени сви официри а он је као наредник преузео команду. Са једним водом успео је да се провуче и освоји непријатељски положај Трбушнички Вис, одакле су Аустријанци митраљезима приковали Гвоздени пук да није могао да се помери са места без великих губитака. Марјановић је тај положај освојио и запленио митраљезе и за тај подвиг је одликован Златним војничким орденом КЗм и унапређен је у чин резревног потпоручника. Као поручник на Солунском фронту командовао је четом. Два пута је рањаван а поред КЗм, одликован је са четири медаље за храброст, орденом Белог орла са мечвима IV и V реда, руским орденом Св.Ђорђе IV реда итд.
После рата служио је у жандамерији, где је пензионисан у чину капетана прве класе. После пензионисања настанио се у Нишу, где је са супругом Тодором имао синове Гаврила и Вељка и кћи Николету. Умро је у Нишу 1963. године.